# 顧昌
顧昌（15世紀—15世紀），字德輝，南直隸蘇州府長洲縣人，明朝政治人物。

## 生平
顧昌是正統六年（1441年）辛酉科應天鄉試舉人，授襄城教諭，陞淮王府長史，外轉思恩同知，為人清介，不曾收受他人恩惠，晚年辭官回鄉，到他人家拜訪絕不接受他人招呼飲食，寧願飢餓回家，而其文章簡潔，亦似其行舉。

## 引用
1. 1 2  四庫全書《姑蘇志·卷五十二·人物十》：顧昌，字德輝，長洲人，正統間領鄉薦，授襄城教諭，陞淮王府長史，轉廣西思恩府同知，為人清介絕俗，平生未嘗受人一蔬之餽，晩歲致仕家居，詣人家誓不飲食，留之輒起去，雖遠去數里，寧饑渴而歸，其文章簡潔似其為。
2. ↑  四庫全書《江南通志·卷一百二十五·選舉志 舉人一》：正統六年辛酉科……顧昌 長洲人
3. ↑  朱國楨《湧幢小品·卷十三》：〈誓不留食〉：顧昌，字德輝，長洲人。鄉薦，為思恩府同知，清介絕俗，人不敢干，未嘗受一蔬之饋。晚年家居，詣人家，誓不留食，雖遠去數十里，寧饑而歸。文章簡潔，似其為人。
4. ↑  四庫全書《古今圖書集成·明倫彙編·氏族典·卷四百六十二》：顧昌 按《萬姓統譜》：「昌正統間以掌故為淮王長史，已而遷都尉思恩。昌性剛峻，務在修潔，與人造次無所通，久益不見其懈。有所過，雖遠必徒返，未嘗就人食。時有論著，亦要歸於節介。」